# Nhóm nguyên tố 9
Nhóm nguyên tố 9 là nhóm gồm 4 nguyên tố cobalt (Co), rhodi (Rh), iridi (Ir) và meitneri (Mt) trong bảng tuần hoàn, nhóm này còn có tên gọi khác là nhóm cobalt.